# Avertismentul final al Chinei
„Avertismentul final al Chinei” (în rusă последнее китайское предупреждение, transliterat: poslednee kitaiskoe preduprejdenie) este un idiom ironic rusesc originar din Uniunea Sovietică care se referă la un avertisment care nu are consecințe reale.

## Istorie

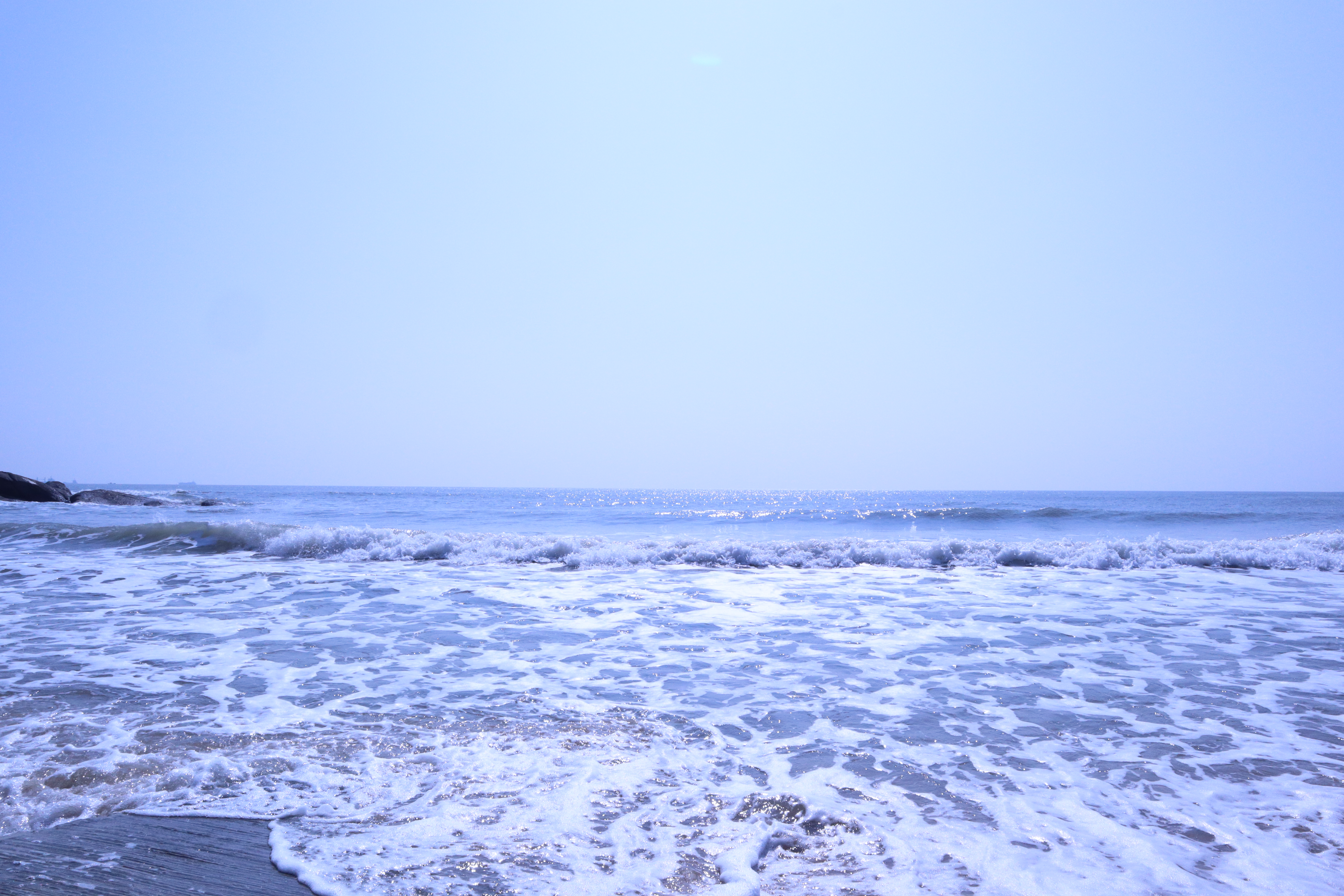
Vedere de la a, sursa idiomului

Relațiile dintre Republica Populară Chineză și Statele Unite⁠(d) în cursul anilor 1950 și 1960 au fost tensionate din cauza disputelor privind statutul politic al Taiwanului⁠(d). Avioanele de vânătoare militare americane patrulau în mod regulat și efectuau manevre de luptă în strâmtoarea Taiwan⁠(d), ceea ce a condus la proteste oficiale formulate în mod regulat de Partidul Comunist Chinez sub forma unui „avertisment final”. Republica Populară Chineză a lansat primul său „avertisment final” către Statele Unite la 7 septembrie 1958, în timpul celei de-a doua crize a strâmtorii Taiwan⁠(d). Până la sfârșitul anului 1964, au fost emise peste 900 de astfel de „avertismente finale”. Cu toate acestea, nu au fost percepute consecințe reale pentru ignorarea „avertismentelor finale”.